# Georg von Nordeck zur Rabenau
Georg Albert(us) Ludwig Christian Freiherr von Nordeck zur Rabenau (* 30. März 1777 in Londorf; † 11. Februar 1858 ebenda) war ein hessischer Offizier und Politiker und ehemaliger Abgeordneter der 1. und 2. Kammer der Landstände des Großherzogtums Hessen.

## Familie
Georg von Nordeck zur Rabenau aus dem Haus Nordeck zur Rabenau war der Sohn des preußischen Obristen Leopold Ludwig Philipp Freiherr von Nordeck zur Rabenau und dessen Frau Luise Friederike Magdalene geborene Freiin von Nordeck zur Rabenau. Georg von Nordeck zur Rabenau, der evangelischer Konfession war, heiratete am 30. März 1814 Luise geborene Freiin von Zwierlein, Witwe von Ernst Friedrich Leopold von Grolman. Sein Sohn Adalbert Nordeck zur Rabenau (1817–1892) wurde später Reichstagsabgeordneter. Sein Bruder Gottlieb Nordeck zur Rabenau (1776–1846) wurde hessischer Landtagsabgeordneter und Oberst.

## Militärische Karriere
Georg von Nordeck zur Rabenau wurde Premier-Leutnant im Garde du Corps, 1812 dort Rittmeister 3. und 1813 2. Klasse. Später wurde er Rittmeister 1. Klasse, 1823 Major, 1833 Kommandeur der Gendarmerie im Rang eines Obristenleutnants und 1840 Oberst. 1843 wurde er pensioniert.

## Politik
In der 6. bis 10. Wahlperiode (1834–1847) war er Abgeordneter der zweiten Kammer der Landstände des Großherzogtums Hessen. In den Landständen vertrat er den grundbesitzenden Adel.  Am 11. Dezember 1847 ernannte ihn der Großherzog auf Lebenszeit zum Mitglied der ersten Kammer der Landstände, der er aber nur bis 1849 angehörte, als eine geänderte Zusammensetzung der ersten Kammer dazu führte, dass die auf Lebenszeit ernannten Mitglieder ausschieden. 1848 war er Mitglied des Vorparlaments.